# Johan Christopher Georg Barfod
Johan Christopher Georg Barfod, född den 27 oktober 1753 i Kvidinge socken, död den 17 juli 1829, var en svensk kulturhistorisk författare.
Barfod föddes i Skåne som son till auditören Göran Henrik Barfod och Hedvig Klerck. Efter att från 1771 varit student vid Lunds universitet och 1778 tagit en juristexamen, begav sig Barfod till Stockholm, där han någon tid arbetade vid tidningen Extra-Posten som Carl Gustaf af Leopolds assistent. Åren 1787–89 vistades han i Skåne och arbetade då med materialet till Märkvärdigheter rörande Skånska Adeln, ett arbete som innehåller en rad upplysningar om skånsk kulturhistoria. Återkommen till Stockholm gjorde han bekantskap med sekreteraren Johan Albrecht Ehrenström, med vilken han under Gustav III:s ryska krig stod i flitig brevväxling med. Barfods brev från Stockholm var nästan endast polis och spionrapporter och upplästes ofta av Ehrenström för Gustav III, som med nöje åhörde dem och kallade Barfod sin polismästare.
Ifrån notiser av Ehrenström, men även upplysningar han skaffade sig på annat håll kom hans andra arbete: Märkvärdigheter rörande Sveriges förhållanden (1788–94), vilket som hans förra arbete författades i brev till bibliotekarien Gjörwell, och var tänkt att införas i hans tidskrifter och littära magasin. Så skedde dock aldrig, och först på 1840-talet kom hans anteckningar, som förvaras på kungliga biblioteket i tryck. Sista delen av sitt liv bodde Barfod i Finland.